# Boisseaux
Boisseaux – miejscowość i gmina we Francji, w Regionie Centralnym, w departamencie Loiret.
Według danych na rok 1990 gminę zamieszkiwały 212 osoby, a gęstość zaludnienia wynosiła 29 osób/km² (wśród 1842 gmin Regionu Centralnego Boisseaux plasuje się na 927. miejscu pod względem liczby ludności, natomiast pod względem powierzchni na miejscu 1271.).